# 密室ノイローゼ
密室ノイローゼ（みっしつノイローゼ）は、日本のインディーズレコードレーベル。

## 概要
株式会社3.14傘下。元々はヴィジュアル系バンドcali≠gariがインディーズで活動する際、自身の音楽作品やグッズを販売する為に、同バンドのリーダーである桜井青が設立したインディーズレーベル。90年代のヴィジュアル系シーンにおいて、当時の流行の中心であったLUNA SEAや黒夢等に影響されたバンドが多かった中で、cali≠gariは衣装に白衣を着用し、全身に包帯を巻き、白塗りメイクをした上でウェディングドレスにヘッドギアを着用するなど異色な存在であったが、これについて桜井は「当時のヴィジュアルシーンが嫌いだったわけじゃなく、そこに入れてもらえなかったんです」と述べている。設立後、cali≠gariの人気と共に密室ノイローゼへの加入を希望するバンドが出てきたが、当時の桜井の好みに合うバンドがいなかったため現在でも桜井主催のバンド及びどろろ以外は加入していない。

## 所属アーティスト
インディーズ活動期のみ
- cali≠gari
  - 密室ノイローゼを代表するバンドで桜井がリーダー、ギタリストを担当をしている。またメジャーデビューするまではデザイン面なども担当していた。
- ムック
  - インディーズ時に在籍。ただし桜井によると密室ノイローゼ時代のムックに関しては、流通の為にレーベル名を貸していただけとのこと。
- LAB. THE BASEMENT
  - 桜井自身がボーカルを担当するバンドで現在も活動中。
- FIGURE'71
  - cali≠gari活動休止後に桜井が結成したバンド、現在は桜井自身のバンド活動はLAB. THE BASEMENTへシフトチェンジしたので活動はしていない。
- カッコー
  - 2010年に桜井がヴィジュアル系バンドメトロノームのボーカルであるコバヤシシャラクとPlastic Treeの元メンバーササブチヒロシと共に新たに結成したバンド。当初はバンド名が決まっておらず「【　】」と表示されていたが、2010年9月25日のライブイベント「国道14号線の悪夢」にてバンド名が「カッコー」へと正式決定となった。2011年5月にササブチが自身のブログにて「個々の活動が忙しくなった」という理由にてバンドの活動終了の報告が発表された。
- 怪奇パノラマ浪漫～どろろ
  - LAB. THE BASEMENTのギタリストである三浦キリヒトを中心に、かつて活動していたヴィジュアル系バンド。2010年、第一期メンバーである病声(ボーカル)担当のヒサキと共に復活。また同年12月15日に、以前配布したデモデープ「遺書」を新たに未発表音源を追加、新録し密室ノイローゼよりリリースをする。

## 密室系・地下室系
cali≠gariやムックを始めとした密室ノイローゼに所属するバンドや、関係の深いバンドは密室系という一ジャンルとして総称・カテゴライズされることが多かった。ただしこれは密室ノイローゼ側が提案した訳ではなく、これは当時のヴィジュアル系専門誌上でのファンの投書欄において、同じcali≠gari・ムックファンを探すため「密室系」と書き文通相手募集したのが始まりであり、現在もcali≠gari側自身及びレコード会社や雑誌媒体などでも密室系と紹介している。
また、当時主催していたイベント東京地下室にて出演していたグルグル映畫館や犬神サーカス団などは地下室系と称することもあった。
なお、2009年に桜井は「『密室系』は自己申告制で良いんじゃないですか？」とインターネットラジオで発言をしている。

## 自主企画イベント

### 東京地下室
cali≠gariが主催していた自主企画ライブであり密室ノイローゼを代表するイベントライブ。開催当初はバンドROSES OF DEAD ESSENCESギタリスト鈴蘭(れいらん)と共に合同で開催するも、第10回目にて当時使用していたライブハウスが取り壊されるので一旦終了し、その後も12回まで行われるもまた終了し、2008年10月13日の第13回にて再度復活。2009年のcali≠gariが再活動した際にはメインステージにムック、Plastic Treeを迎えZepp Tokyoにて開催。なお第1回目の地下室では現在でも縁のあるドラァグ・クイーンのオナン＝スペルマーメイドも出演。
なお回数の表示は地下室ということで「地下○○階」と表記される。

### 屋根裏大サーカス
密室ノイローゼ主催イベントの一つで東京地下室10回目終了後に開催。

### 夢見る分裂少年病気仕掛けなビックリ箱
東京地下室開催前に行っていた自主企画。

### 放課後視聴覚室
2008年より開催、主に桜井がソロで出演することが多い。

## 関連バンド
- MUNIMUNI
  - 2005年にボーカル加納摩天楼を中心に結成した。桜井が気に入りそのまま東京地下室へ出演。
- emmuree
  - 現在の東京地下室レギュラー出演しているバンド。
- 新宿ゲバルト
  - ボーカル戸田宏武が結成したニューウェーヴバンド。桜井が2008年に行った新宿ゲバルトワンマンライブ「第1回東京大会」へゲスト出演しその後も東京地下室 地下十三階に出演した。またもう一人のメンバー清水良行はLAB. THE BASEMENT初代ベーシストKANANとして在籍していた。なおカッコーのボーカルコバヤシシャラクは別名義の小林写楽として戸田と共にテクノ・ポップユニットFLOPPYとしても活動している。